# Katakumby (film 1940)
Katakumby (cz. Katakomby) – czeski czarno-biały film komediowy w reżyserii Martina Friča, zrealizowany w 1940 w Protektoracie Czech i Moraw. Adaptacja sztuki teatralnej austriackiego pisarza Gustava Davisa Die Katakomben.

## Obsada
- Vlasta Burian jako urzędnik Borman
- Jaroslav Marvan jako Sýkora
- Čeněk Šlégl jako Kryštof, kierownik biura
- Theodor Pištěk jako Klásek
- Adina Mandlová jako Nasťa Borková
- Antonín Novotný jako dr Marek
- Raoul Schránil jako inż. Jiří Rudík
- Nataša Gollová jako Irena Kryštofová
- Růžena Šlemrová jako Malvína Klásková
- Miloš Nedbal jako Kefurt, główny rewident
- Bohuš Záhorský jako Hlinka, rewident
- Jindřich Láznička jako Baltazar
- František Filipovský jako Šmíd
- Karel Černý jako konsul Marek
- Anna Steimarová jako żona konsula Marka
- Blažena Slavíčková jako córka konsula Marka
- Josef Bělský jako dyrektor salonu mody